# BATX
| Sigles de 2 caractères   |
| Sigles de 3 caractères   |
| ► Sigles de 4 caractères |
| Sigles de 5 caractères   |
| Sigles de 6 caractères   |
| Sigles de 7 caractères   |
| Sigles de 8 caractères   |

BATX est un sigle formé sur le modèle de GAFAM (Google, Amazon, Facebook, Apple, Microsoft) en juxtaposant les initiales des quatre entreprises du Web chinois dans les années 2010 : Baidu, Alibaba, Tencent et Xiaomi,.

Baidu
Alibaba Group
Tencent
Xiaomi

## Description
| Nom     | Revenus 2018 (Mds $) | Employés | Domiciliation   | Date de création | CEO         |
| ------- | -------------------- | -------- | --------------- | ---------------- | ----------- |
| Baidu   | 14 874               | 42 267   | Pékin, Chine    | 2000             | Robin Li    |
| Alibaba | 38 898               | 101 958  | Hangzhou, Chine | 1999             | Joseph Tsai |
| Tencent | 312 694              | 54 309   | Shenzhen, Chine | 1998             | Ma Huateng  |
| Xiaomi  | 44 421               | 14 513   | Pékin, Chine    | 2010             | Lei Jun     |

## Histoire
Leur présence est hégémonique en Asie et particulièrement en Chine , où les GAFAM sont quasi absents en raison de l'encadrement de l'économie numérique par les autorités chinoises et des usages des consommateurs chinois.
Leur capitalisation boursière est estimée à 950 milliards de dollars contre environ 4200 milliards de dollars pour les GAFAM. Malgré cet écart, la croissance annuelle de leur chiffre d'affaires respectif est largement supérieure à celle de leurs concurrents américains.
À l’exception de Xiaomi, ces entreprises ont bénéficié d'un cadre juridique protectionniste : l'interdiction du moteur de recherche Google a permis l'émergence de Baidu tandis que Tencent, avec son service de messagerie WeChat, a développé des services de paiements en parallèle de Facebook et sa filiale WhatsApp bannis respectivement en 2009 et 2017,. Néanmoins, leur expansion sur les marchés internationaux est limitée, comme Baidu ou Tencent, dont l'activité internationale représente moins de 4 % de leur chiffre d’affaires total en 2017 et 8 % pour Alibaba (contre près d’un tiers pour Amazon). De même, le niveau technologique de l’écosystème numérique chinois reste inférieur à son homologue américain, rendant difficile l’expansion de marques chinoises dans les pays développés.

## Autres entreprises
D'autres entreprises chinoises ne sont pas incluses dans le sigle mais demeurent influentes dont Didi Chuxing, Huawei, ByteDance et JD.com.